# اوآمی‌شیراساتو
اوآمی‌شیراساتو (به لاتین: Ōamishirasato) یک منطقهٔ مسکونی در ژاپن است که در استان چیبا واقع شده‌است. اوآمی‌شیراساتو ۵۸٫۰۶ کیلومترمربع مساحت و ۵۱٬۱۷۶ نفر جمعیت دارد.